# Pałac w Trzebiatowie

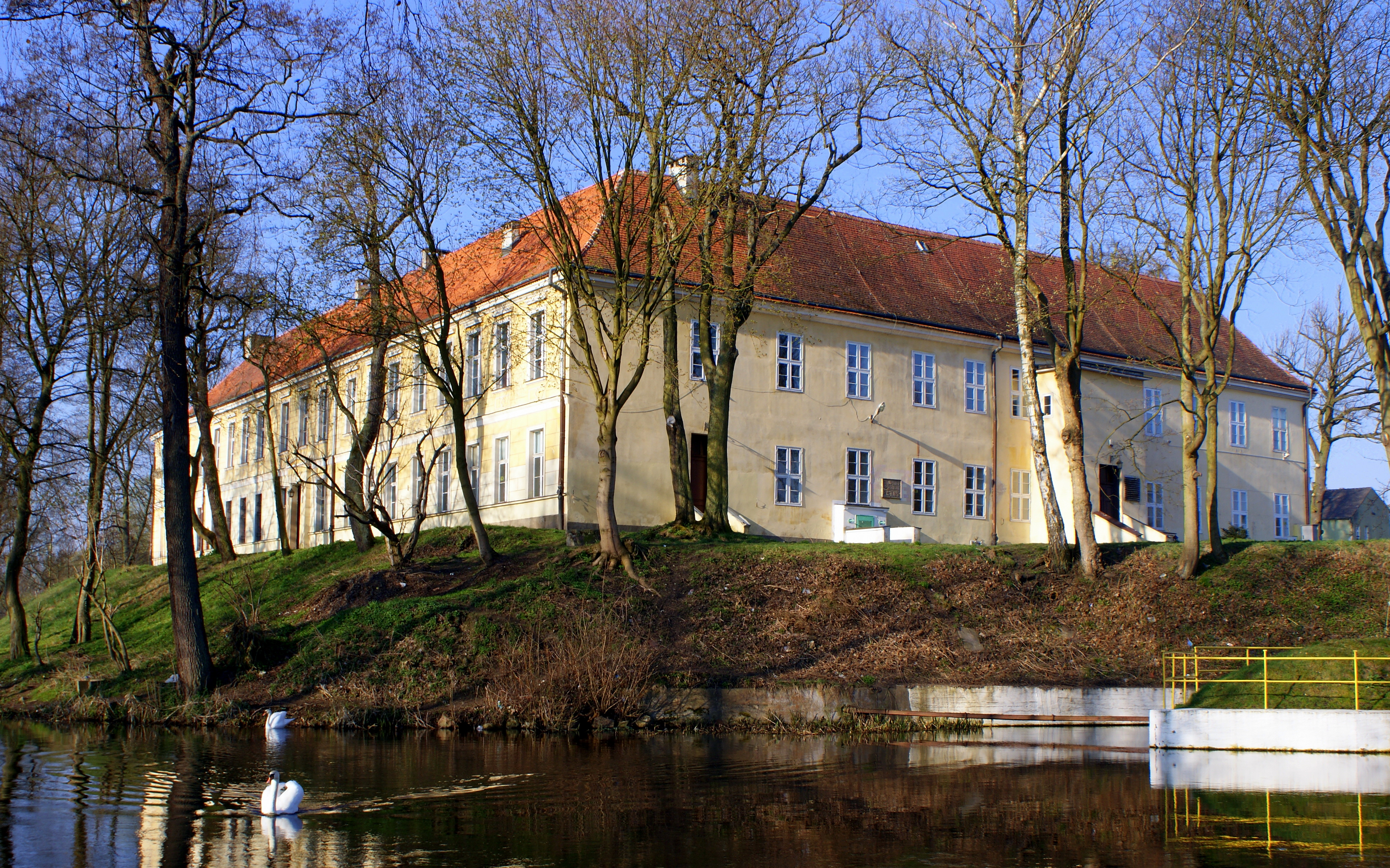
Pałac widziany od strony Młynówki

Pałac w Trzebiatowie – klasycystyczny pałac w Trzebiatowie, będący obecnie siedzibą Trzebiatowskiego Ośrodka Kultury. W pałacu mieści się biblioteka publiczna oraz galeria sztuki im. Lyonela Feiningera (nie posiada w swoich zbiorach dzieł malarza).

## Historia
Początki pałacu książęcego w Trzebiatowie sięgają XII wieku. Pierwotnie znajdował się tutaj gród książęcy, który w 1224 stał się własnością księżnej Anastazji, wdowy po księciu pomorskim Bogusławie I. Ona to za radą opata norbertanów w Białobokach przekazała posiadany w Trzebiatowie majątek na wyposażenie klasztoru norbertanek, do którego następnie wstąpiła.
Około 1285 budynki na grodzisku zostały przebudowane na klasztor żeński, w którym zamieszkały norbertanki z klasztoru w Wyszkowie. Obok dawnego zamku wzniesiono kościół św. Mikołaja, który stał się świątynią klasztorną. W XVI wieku zakon trzebiatowskich norbertanek został sekularyzowany, a budynki poklasztorne przejęli książęta pomorscy z dynastii Gryfitów.
W 1560 nastąpiła przebudowa klasztoru na renesansowy zamek. Od 1619 był on rezydencją księżnej Zofii von Schleswig-Holstein, wdowy po księciu pomorskim Filipie II. Po jej śmierci przeszedł na własność elektora brandenburskiego. Po pożarze w 1679 zamek ok. 1682 został całkowicie przebudowany. W 1690 na zamku w Trzebiatowie gościł krótko Fryderyk I Pruski. W 1761 służył za koszary wojsk rosyjskich. W latach 1750–1791 był własnością księcia Fryderyka Eugeniusza Wirtemberskiego. Urodzili się tutaj król Fryderyk I Wirtemberski i arcyksiężna Elżbieta Wirtemberska, a dzieciństwo spędziła caryca Maria Fiodorowna.
W XVIII wieku dawny zamek Gryfitów został przebudowany w stylu klasycystycznym. W latach 1785–1790 w pałacu mieszkała Maria z Czartoryskich Wirtemberska, jej gościem bywał malarz Jan Rustem, autor malowideł pałacowych. W latach 1797–1811 pałac trzebiatowski był w posiadaniu feldmarszałka Gebharda von Blüchera. Później przeszedł na własność burmistrza Trzebiatowa, który zdecydował się na rozbiórkę części obiektu. W 1855 roku budynek utracił funkcje rezydencyjne. Przejął go Urząd Ziemski przeznaczając pałac na biura i mieszkania. Po I wojnie światowej obiekt został przystosowany na potrzeby trzebiatowskiej szkoły rolniczej. 
Po 1945 mieściły się w nim różne instytucje. Był m.in.: koszarami, siedzibą urzędów i kamienicą mieszkalną. Od 1989 w jego wnętrzach mieści się biblioteka publiczna i Trzebiatowski Ośrodek Kultury.

## Linki zewnętrzne

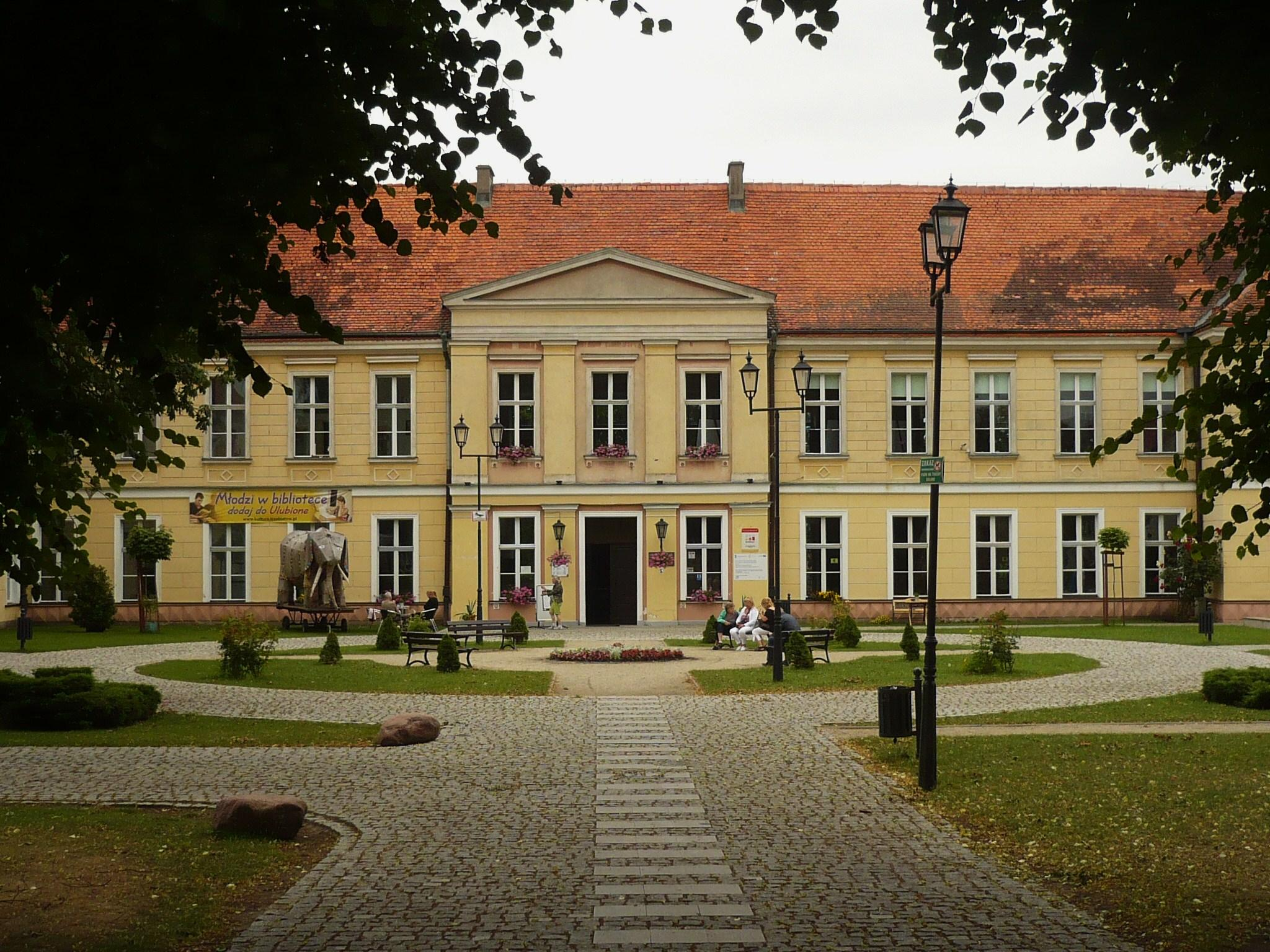
Trzebiatów. Pałac